# 坎达诺斯-塞利诺
坎达诺斯-塞利诺（希臘語：Κάντανος-Σέλινο）是希腊克里特大区哈尼亚专区的一个市镇，位于克里特岛西南角。行政中心为帕莱奥霍拉。市镇面积为376.3平方公里，2011年人口数量为5,431人。

## 行政
现今的坎达诺斯-塞利诺市镇设立于2011年的地方政府改革中，由原三个市镇合并而成，原市镇则成为新市镇的市区。